# Ludwig von Sarnthein
Ludwig von Sarnthein (* 4. Jänner 1861 in Hermannstadt, Kaisertum Österreich (heute Sibiu, Rumänien); † 1. Februar 1914 in Hall in Tirol) war ein k. u. k. österreichischer Botaniker. Sein vollständiger Name war Ludwig Graf von Sarnthein zu Rottenbuch, Kellerburg und Kränzelstein.  Sein offizielles botanisches Autorenkürzel lautet „Sarnth.“

## Biographie
Der Spross aus dem Tiroler Geschlecht der Sarnthein studierte an der Universität Innsbruck Rechtswissenschaften. Seine berufliche Laufbahn führte ihn als Verwaltungsbeamten nach Brixen, Triest, Cortina d’Ampezzo und Innsbruck, wo er als k. k. Bezirkscommissär und Bezirkshauptmann tätig war. Bereits als 20-Jähriger interessierte er sich zudem für Botanik und durchstreifte in ausgedehnten Exkursionen die Tiroler Alpen. Seine Publikationstätigkeit in diversen botanischen Zeitschriften gipfelte in der Herausgabe des fast 6000-seitigen Monumentalwerks Flora der gefürsteten Grafschaft Tirol, des Landes Vorarlberg und des Fürstentums Liechtenstein (1900–1913) zusammen mit Karl Wilhelm von Dalla Torre. Sein wissenschaftliches Engagement setzte er anschließend am Ferdinandeum bis zu seinem frühen Tod fort.